# NGC 2849
NGC 2849 is een open sterrenhoop in het sterrenbeeld Zeilen. Het hemelobject werd op 31 januari 1838 ontdekt door de Britse astronoom John Herschel.

## Synoniemen
- OCL 756
- ESO 314-SC13